# Charly Lownoise
Pour les articles homonymes, voir Roelofs.
Charly Lownoise, de son vrai nom Ramon Roelofs, est un compositeur et disc jockey de happy hardcore néerlandais. Il est principalement connu pour ses nombreux titres qu'il a composé aux côtés de son partenaire Mental Theo ; ils auraient vendu pour 3 millions de singles et albums depuis leurs débuts. 
En 2007, il fait paraître son autobiographie officielle intitulée Autobiografie van een DJ. En 2009, Charly Lownoise quitte la scène hardcore pour se consacrer à une carrière de professeur de zen. Il reste néanmoins actif avec une sortie en octobre 2012 d'un disque de chant en langue néerlandaise de Gerdy van der Graaf.

## Biographie
Ramon Roelofs est né le 17 juin 1968 à La Haye, aux Pays-Bas. En 1987, encore adolescent, Ramon écoute du disco avant de s'orienter vers la house lors de vacances en Espagne. Signé au label Polydor, il compose aux côtés de Mental Theo avec lequel il se fera connaître grâce à de nombreux singles orientés happy hardcore comme Wondeful Days, Hardcore Feelings, Fantasy World, Stars, et Charlottenburg, qui auront atteint les classements musicaux internationaux pendant les années 1990. Cette coopération entre lui et Theo date de 1991, lorsque les deux compères se rencontrent pour la première fois à Utrecht à la Mallorca-reunion. Ramon, qui fait paraître son second album (R.J.'s Rule - Rave This Nation) se popularise dans le monde entier dès fin 1991 et décide de se créer son propre label discographique, Master Maximum Records. Theo, de son côté, joue à de grandes soirées telles que Dance To Eden et Eurorave. Après être parus dans la mythique série de compilations Thunderdome, les deux s'affilient par la suite et lancent alors leur propre tournée appelée Speedcity, dont l'album homonyme aura également atteint le classement néerlandais pendant 27 semaines. En 1993, Ramon Roelofs sort le titre Fluxland sous son vrai nom.
Pendant les années 2000, les deux compères produisent dans un groupe nommé Starsplash, dont des singles tels que Travel Time, Hardstyle, My Style, et Endless Fantasy atteindront les classements musicaux. Charly Lownoise quitte la scène hardcore en 2009 pour se consacrer à une carrière de professeur de zen ; il conserve malgré cela une activité de producteur. Sa dernière production, sortie en octobre 2012, consiste ainsi en un disque de chant en langue néerlandaise de Gerdy van der Graaf.